# 정일미
정일미(1974년 1월 15일~)는 대한민국의 골프 선수이다. 1995년에 프로로 전향하여 한국 LPGA 투어에서 8우승을 거두었다. 